# برکشرز (واحد پول)
برکشرز (به انگلیسی: BerkShares) یکای پول رایج در کشور شهرستان برکشایر، ماساچوست است.